# Еволюція членистоногих

Філогенія членистоногих

Членистоногі походять від якихось древніх багатощетинкових  кільчастих червів.
У цих черв'яків передротова лопать злилася з першими двома сегментами тіла, утворивши акрон. На акроні розташовані вусики, перший — відповідає кінцівкам другого сегмента, і верхня губа, розташована перед ротовим отвором, яка утворилася шляхом укорочення і злиття першої пари ніг кільчастих черв'яків.
Головним нововведенням членистоногих став зовнішній скелет, що утворився завдяки ущільненню покривів. В панцир у вигляді щитків, розділених перетинками, одяглися сегменти тіла, ноги стали суглобистими, що складаються з ущільнених кілець, з'єднаних м'якими рухливими ділянками покривів. Як і у кільчастих черв'яків, ноги поблизу основи несуть зябра, але у членистоногих кінцівки стали ще виконувати третю роль — роль щелеп завдяки появі жувального виступу на внутрішніх поверхнях їхніх зближених основ.
Первісно будова у членистоногих була простою: велика кількість однакових сегментів з ногами, спереду містився акрон, ззаду тельсон — хвостова лопать. З яйця вилуплюється личинка (подібна до  трохофори) відразу з 4 первинними сегментами. Подальший розвиток йшов за рахунок додавання сегментів між хвостовою лопаттю і заднім личинковим сегментом.
Жорсткий зовнішній скелет перешкоджає росту, тому потрібні  линьки, під час яких старий покрив відстає, лопається і скидається, відділяючись від поки ще ніжного нового, що лежить під ним. Новий спочатку розтягується, а потім твердне в більш великих формах. Так у членистоногих східчасто, від линьки до линьки відбувається зростання.
Членистоногі виникли у воді як придонні організми і їх первинна еволюція відбувалася у водному середовищі.
Зовнішній скелет відкрив великі можливості ускладнення і удосконалення конструкції тіла членистоногих, дозволив підвищити їх рухову активність і створив можливість ускладнення рухів тіла і його кінцівок. Вдосконалення конструкції тіла членистоногих спочатку йшло в бік поділу функцій окремих ділянок тіла та оформлення їх в своєрідно влаштовані відділи, звані  тагмами. Передні сегменти разом з акроном об'єдналися в головний відділ, в якому зосереджувалися функції орієнтації в просторі і захоплення та первинної обробки їжі, середній відділ брав на себе завдання пересування за допомогою ніг, задній відділ зберігав і посилював функцію травлення і розмноження. За іншими найважливішими функціями ці відділи розрізняються не настільки виразно. Спочатку відділи відособлюватися нерізко, це дозволяло їм частково змінювати свій сегментний склад, деякі сегменти грудей переходили до голови, деякі сегменти черевця приєднувалися до грудей, могло відбуватися також об'єднання і розділення відділів.
Найдавніші викопні членистоногі, що жили приблизно 570 млн років тому, відносяться до  трилобітів і  ракоподібних. Трилобіти — група членистоногих, найбільш схожа з їх спільним предком, вимерла 260 млн років тому. Від них походять хеліцерові і в більш ранній час — спільні предки ракоподібних і  трахейних.
У трилобітів відокремлені від інших і злиті з акроном в головний щит чотири перших несучих ноги сегмента. Ноги цих сегментів абсолютно однакові і такі ж, як на лежачих позаду них вільних тулубних сегментах. Всі ноги забезпечені зябрами і щелепними виступами. Трилобіти вели придонний спосіб життя, харчуючись рештками водоростей, що розкладаються, і дрібними донними організмами. Їжу рухом ніг вони просували до ротового отвору ззаду наперед по середній борозні за допомогою щелепних виступів.
Предки хеліцерових перейшли до активного риючого пошуку більш великої здобичі у верхньому шарі донного ґрунту. У зв'язку з цим вони втратили вусики, які заважали риттю за допомогою переднього краю головного щита і не могли служити за прямим призначенням, у них також послаблений зір.
У хеліцерових ноги стали відрізнятися одна від іншої: передні втратили зябра, з них перша пара перетворилася на хапальні і перестала використовуватися при ходьбі, три наступні пари головного щита і дві пари тулубних, що приєдналися до них, посилили свою роль в пересуванні та початковій переробці їжі. Наступна за  хеліцерами пара кінцівок потім все більше набувала роль  щупалець і втрачала значення при ходьбі і захопленні їжі, вона отримала назву ногощупальці (педіпальпи) — так було заповнено втрату вусиків. Передній відділ хеліцерових, що суміщає роль голови і грудей, отримав назву головогруди. Ноги заднього відділу тіла (черевця) навпроти перестали використовуватися при ходьбі і стали головним чином органами дихання за рахунок посилення функції. Вони також перетворювалися на копулятивні органи, стали використовуватися для виділення павутини. Задня частина черевця взагалі позбулася ніг.
Від примітивних хеліцерових йдуть дві лінії еволюції.
Еволюція першого напряму відбувалася у водному середовищі. Вона дала  мечохвостів, ракоскорпіонів і потім скорпіонів, які надалі вийшли на сушу, перетворивши зяброві ніжки в легеневі мішки. Для цього напряму характерне швидке завершення формування головогрудного відділу з повним включенням двох колишніх сегментів тулуба в єдині головогруди.
Другий напрямок еволюції призвів до формування справжніх  павукоподібних — тварин сухопутних, що не мають прямого споріднення зі скорпіонами. У цій лінії довго зберігалося самостійне існування двох сегментів з ходильними ногами, що приєдналися функціонально до головогрудного відділу. Воно завершилося їх повним злиттям з первинними головогрудями.
Вихід павукоподібних на сушу супроводжувався перетворенням зябер в легені.
При цьому у павукоподібних, як і у скорпіонів, зябра занурювалися в глиб тіла в особливу кишеню, що оберігає дихальну поверхню від висихання. При подальшій еволюції легені заміщувалися або доповнювалися трахеями. Так, у павуків трахеї замістили спочатку задні легеневі мішки, а потім і передні. Деякі дрібні павукоподібні не мають ні легень, ні трахей і дихають всією поверхнею тіла. При переході таких груп до більш сухих місцеперебувань трахеї можуть у них виникати як заміна не легеневого, а шкірного дихання.
Еволюція в межах павукоподібних (за винятком кліщів) йшла в основному по шляхах вироблення різних варіантів хижого способу життя.
Кліщі серед павукоподібних посідають особливе місце. Це не єдина за походженням група, а щонайменше дві різних, що абсолютно незалежно перейшли до нових типів харчування і в нове середовище проживання завдяки сильному зменшенню розмірів тіла і перебудові комплексу хеліцер і педипальп в хоботок. Одна група перейшла до споживання мертвої рослинної їжі і далі до харчування на живих рослинах і тваринах, інша — від  хижацтва перейшла до паразитизму і кровосисання.
Інша гілка, що також веде своє походження від примітивних трилобітів, призвела до виникнення ракоподібних і трахейних.
У предка цих двох груп (на відміну від трилобітів) посилилися перетворення головних кінцівок, що швидше за все було пов'язано з більш активним пересуванням у пошуках їжі і більш досконалою її попередньою обробкою — захопленням і подрібненням. Крім вже наявної першої пари вусиків з передніх ніг трилобітів сформувалася друга пара вусиків, які також перетворилися на орган дотику. Другі кінцівки трилобітів стали головними подрібнювачами їжі —  мандибулами, вони зміцнилися і укоротилися. Третя і четверта пара кінцівок також посилили функцію обробки їжі і послабили рухову. Всі головні кінцівки втратили зябра. Тулуб складається з одноманітних члеників без поділу на груди і черевце. Головне, що відбулося на відміну від хеліцерових — це поділ функцій голови і грудей (тулуба). Цю тварину можна було б назвати дуже примітивним раком, але раки відрізняються від неї поділом тулуба на груди і черевце, причому груди у раків прикрита зверху і з боків складкою покривів заднього краю голови — карапаксом.
Раки від трилобітів відрізняються планктонною личинкою, яка виходить з яйця дуже слабо розвиненою, схожою на трохофору. У неї розвинені тільки дві пари вусиків і мандибули, потім йде прирощення наступних сегментів і їх кінцівок. Початок розвитку личинки з двох сегментів після акрона, а не з 4, як у трилобітів і трахейних, пов'язаний з переходом до планктонного існування. Рухома планктонна личинка ракоподібних (на відміну від донної малорухомої личинки трилобітів), незважаючи на свою вразливість при нападі хижаків, давала перевагу при розселенні в нові придатні для життя місця.
Ракоподібні — надзвичайно різноманітні водні тварини. Вони пройшли дуже великий шлях еволюційних перетворень у водному середовищі, заселивши прямо-таки всі мислимі місцеперебування аж до вологи між піщинками на узбережжях і до підземних вод. Вони в обмежених межах вибралися навіть на сушу — найуспішніша спроба належить мокрицям.
Не менш 400 млн років тому від загального стовбура з примітивними ракоподібними відокремилася гілка, що перейшла до життя на суші. Ці тварини — спільні предки  багатоніжок і  комах — придбали трахейне дихання, втративши зябра.
Ранні етапи еволюції трахейних вивчені ще дуже погано. Відсутність зв'язку трахей з зябрами, що передували їм, як це проявляється у хеліцерових, говорить про те, що швидше за все предки трахейних, які вийшли на сушу, перейшли спочатку на шкірне дихання у вологому середовищі і лише потім виробили трахеї. Трахейні вийшли на сушу ще до заселення її рослинами, вони освоїли гниючі берегові викиди водної рослинності. Необхідність пересуватися по тісних свердловинах у викидах, щоб уникнути висушуючої дії повітря, і більш активний рухливий спосіб життя зробили непотрібним подвоєння числа вусиків і їх друга пара редукувалася — склався характерний тип трахейної тварини з однією парою вусиків і ногами без зябер. Розвиток відбувався з наростанням числа сегментів у міру росту і починався з вилуплення з яйця шестиногої личинки, на нових сегментах ноги спочатку з'являлися у вигляді зачатків, потім з наступними линьками набували повний розвиток. У деяких групах трахейних наростання ніг на знов доданих сегментах загальмувалося і припинилося, і таким чином з'явилися дорослі шестиногі з тілом, розділеним на грудний відділ з ногами і черевний — без ніг. Зменшення числа ніг полегшує швидке пересування (довгі багатоніжки повзають повільно). Більшість багатоніжок харчується мертвою м'якою рослинною їжею і ротові кінцівки у них розвинені слабко. Деякі багатоніжки згодом перейшли до хижацтва, яке потребувало посилення ротового апарату і особливо хапальної функції. У хижих багатоніжок (клас  губоногих) не відбулося істотного посилення вихідних ротових органів, а функцію схоплювання і знерухомлення жертви взяли на себе ноги першого тулубного сегменту, що перетворилися на гачки з отруйними залозами. Змінився і індивідуальний розвиток. У зв'язку з підвищенням активності личинки у губоногих народжуються відразу багатоногими, іноді навіть відразу з остаточним числом сегментів. Три інших класи багатоніжок зберігають вихідний тип харчування мертвими рослинними залишками або частково переходять і до живої рослинної їжі. Серед нехижих багатоніжок виділяються два класи — пауроподи і двопарноногі, у яких відбулося попарне злиття сегментів зі спинної сторони, але збереглося колишнє число ніг — на кожному вторинному сегменті по дві пари ніг.
Особливу групу складають шестиногі багатоніжки, яких довгий час вважали, а дехто і зараз вважає, справжніми комахами.
Їх налічується 3 класи, з яких найбільш численні і відомі ногохвостки. Ротові органи в цих трьох групах пристосовані до поїдання тільки порівняно м'якої їжі, вони занурені в глиб голови і цією особливістю вони різко відрізняються від справжніх комах і подібні зі справжніми багатоніжками.
Найпримітивніші первиннобезкрилі справжні комахи — щетинохвостки. Вони зберегли порівняно міцні і добре розвинені ротові придатки, хоча також харчуються мертвою рослинною їжею, але більш грубою і жорсткою. У щетинохвосток з частин недорозвинених черевних ніжок 8-9 сегментів черевця формується яйцеклад, характерний і для крилатих комах.
Найбільшою подією в історії життя на Землі було набуття комахами здатності до польоту.
Сталося це 300–320 млн років тому, коли комахи, схожі на щетинохвосток, заселили крони дерев. Передумовою до польоту стали стрибки з гілки на гілку або вниз в порятунок від нападників хижаків. При цьому перевагу мали ті форми, у яких була вище здатність до планирування. Для цього служили бічні складки — лопаті сегментів, особливо грудних. Такі складки були вже у трилобітів і вони спочатку служили захистом від механічних пошкоджень ніжних частин тіла і захистом від нападу зверху. У комах особливий розвиток отримали лопаті середнього та заднього сегментів грудей. Коли вони стали довшими, їх положення стало залежати від гнучких рухів грудних сегментів при роботі ніг — при напрузі м'язів, що з'єднують спинку сегмента з основами ніг, лопаті підводилися. Це відкрило можливість керувати планируванням, а потім складати лопаті вздовж тіла і змахувати ними. Для активного опускання крил послужили поздовжні м'язи, що вигинали вгору спинні ділянки. Складання крил зробило можливим їх значне подовження і перетворило їх врешті-решт на орган активного польоту. Так для комах відкрилися величезні еволюційні можливості.

## Ресурси Інтернету
- Происхождение членистоногих  [Архівовано 17 грудня 2013 у Wayback Machine.]
- Происхождение, размножение и развитие членистоногих  [Архівовано 17 грудня 2013 у Wayback Machine.]
- Филогения членистоногих  [Архівовано 17 грудня 2013 у Wayback Machine.]
- Филогения типа Arthropoda  [Архівовано 17 грудня 2013 у Wayback Machine.]
- Ястребов С. Членистоногие подтверждают реальность кембрийского взрыва  [Архівовано 3 грудня 2013 у Wayback Machine.]
- А. Ф. Емельянов: Членистоногие, их происхождение и эволюция  [Архівовано 17 грудня 2013 у Wayback Machine.]
- Bergström Jan, Xian-Guang Hou. Arthropod origins // Bull. Geosciences. — 2003. — Vol. 78, No. 4. — P. 323–334.